# Девід Ґвінтолі
Де́від К. (Кзарра) Ґвінто́лі (вимовляється Джінтолі, англ. David Czarra Giuntoli; нар. 18 червня 1980, Мілвокі, Вісконсин, США) — американський актор. Найбільш відомий ролями детектива Ніка Беркгардта в телесеріалі «Грімм» та Едді Савіль у телесеріалі «Мільйон дрібниць»

## Біографія
Ґвінтолі народився в Мілвокі, штат Вісконсин, виріс у Сент-Луїсі, штат Міссурі, Гантлі. 2007 року він переїхав до Лос-Анджелеса, штат Каліфорнія, щоби продовжити акторську кар'єру. Тепер живе і працює в Портленді, штат Орегон.
Ґвінтолі закінчив середню школу в Сент-Луїсі 1998 року й продовжив навчання в Університеті Індіани в Блумінгтоні, а 2004 року здобув ступінь бакалавра в галузі міжнародного бізнесу та фінансів.

## Кар'єра
Ґвінтолі з'явився в кількох телесеріалах, зокрема, «Мертва справа», «Анатомія Грей», «Частини тіла», «Вероніка Марс», «Та, що говорить з привидами», «Красуні в Клівленді». У 2011—2017 роках грав головну роль у серіалі «Грімм», з 2018 року — в серіалі «Мільйон дрібниць».

## Приватне життя
Одружений з Бітсі Таллок з червня 2017 року.

## Фільмографія
| Рік       | Українська назва             | Оригінальна назва         | Роль                        | Примітки       |
| --------- | ---------------------------- | ------------------------- | --------------------------- | -------------- |
| 2003      | Дорожні правила: Тихий океан | Road Rules: South Pacific | Грає самого себе            | Основний склад |
| 2009      | Федеральний прокурор США     | US Attorney               | Ендрю Мур                   | ТВ фільм       |
| 2008      | Загін «Антитерор»            | The Unit                  | Майор Пол Гранд             |                |
| 2008      | Детектив Раш                 | Cold Case                 | Дін Лондон '60              |                |
| 2008      | Без сліду                    | Without a Trace           | Сет                         |                |
| 2008      | Синоптик                     | Weather Girl              | Джеймс                      |                |
| 2008—2009 | Роспещені                    | Privileged                | Джейкоб Кэссиди             | 4 епізоди      |
| 2008      | Фінішна межа                 | Finish Line               | Тернер                      | ТВ фільм       |
| 2008      | Анатомія Грей                | Grey's Anatomy            | Тод                         |                |
| 2008      | Елай Стоун                   | Eli Stone                 | Скот Колбі                  |                |
| 2008      | Частини тіла                 | Nip/Tuck                  | Еван                        |                |
| 2007      | Вероніка Марс                | Veronica Mars             | Хлопець у костюмі Бетмена   |                |
| 2007      | Та, що говорить з привидами  | Ghost Whisperer           | Рік                         |                |
| 2010      | В павутинні закону           | The Deep End              | Джейсон Карпінтер           |                |
| 2010      |                              | Turn the Beat Around      | Майкл                       |                |
| 2010      | Красуні в Клівленді          | Hot in Cleveland          | Тайлер                      |                |
| 2011—2017 | Грімм                        | Grimm                     | Нік Беркгардт               | Головна роль   |
| 2018—2023 | Мільйон дрібниць             | A Million Little Things   | Едді Савіль (Eddie Saville) | Головна роль   |

## Виноски
1. ↑  David Giuntoli Interview - Home & Family (укр.), процитовано 24 жовтня 2023
2. ↑  Девід Джинтолі. megogo.net (ua) . Процитовано 24 жовтня 2023.
3. ↑  Ausiello, Michael (16 квітня 2008). Grey’s Anatomy casting two gay service members. Ask Ausiello. TV Guide. Архів оригіналу за 27 квітня 2008. Процитовано 20 травня 2008. {{cite news}}: Вказано більш, ніж один |deadlink= та |deadurl= (довідка)
4. ↑  Fields, Chris. Echo Theater Co.: Cast. Echo Theater Company. Архів оригіналу за 9 квітня 2008. Процитовано 18 лютого 2008.
5. ↑  U-Verse Buzz. AT&T. Архів оригіналу за 22 жовтня 2007. Процитовано 15 січня 2008.
6. ↑  Instagram post by Elizabeth Tulloch. Архів оригіналу за 14 грудня 2019. Процитовано 18 липня 2017.
7. ↑  Instagram post by David Giuntoli